# 钩鼻铲吻犁头鳐
鈎鼻鏟吻犁頭鰩（学名：Aptychotrema rostrata），是軟骨魚綱犁頭鰩目犁头鳐科鏟吻犁頭鰩屬的其中一種，分布於西太平洋澳洲東部，從昆士蘭州南部到新南威爾斯州南部的亞熱帶和溫帶水域為特有物種，深度可達220公尺，本魚有扁平的楔形頭部和細長的吻部，類似吉他，身體特徵是兩個大小大致相同的背鰭，位於寬闊的尾巴上方，體色通常呈沙色或褐色，身體上有深色斑點，吻端呈黑色，眼睛前面有明顯的橙色斑塊，腹部呈淺色，有深色斑點，眼睛位於背部，體長可達100公分，牙齒和下顎結構因性別不同而有所差異，這與它們的交配習性有關。隨著成熟，雄魚會長出尖牙，下顎明顯，牙齒明顯更長更鋒利。成年雄魚的下顎力量明顯強於成年雌魚，因此下顎力量也存在差異。棲息在河口、沿海沙泥底質海域至大陸棚皆可發現，為底棲性魚類，屬肉食性，以甲殼類、軟體動物及硬骨魚為食，在冬季交配，在夏季產下幼魚，一胎產下數量為4到20隻，體型較大的雌魚會產下較多的幼魚，可做為食用魚。